# Borreberg
De Borreberg is een heuvel die zich bevindt ten zuidoosten van Bilzen, op de oostelijke Demeroever, vlak bij het centrum van Bilzen.
Volgens sommigen zou er in de Middeleeuwen een burcht geweest zijn bovenop de Borreberg, van waaruit de stad verdedigd werd. De burcht zou in 1483 verwoest zijn en nooit meer herbouwd. Er is weinig bekend over die burcht en er werden ook geen archeologische sporen gevonden die het bestaan ervan aantonen.
Later werd er een kapel gebouwd, gewijd aan het Heilig Kruis, die vanaf het begijnhof via een voetpad te bereiken was. Deze kapel werd omstreeks 1800 afgebroken.
Tegenwoordig kan men de heuvel via trapjes beklimmen vanuit de Begijnhofstraat en de Brugstraat. Op de vlakke top werd een uitzichttoren gebouwd, van waar men een uitzicht heeft op Vochtig-Haspengouw en de Demervallei, en in het noorden het Kempens Plateau met de terrils en het industriegebied van Genk.